# Seouls tunnelbana
Seouls tunnelbana (수도권 전철) betjänar den sydkoreanska huvudstaden Seouls storstadsområde (i vilket staden Incheon ingår), och består av totalt tio linjer, en minitåglinje, en linje med förarlösa tåg och en snabbtågbana för flygtåg, med en total banlängd av över 560 km, exklusive de pendeltågbanor som också ingår i tunnelbanenätet, vilket gör den till världens fjärde största tunnelbana (till banlängden) efter de kinesiska tunnelbanorna i Shanghai, Beijing och Guangzhou. Linjerna kompletteras med några kortare linjer som körs med automatiska minivagnar, på engelska kända som people mover.
Den första tunnelbanelinjen började att byggas 12 april 1971 och invigdes 15 augusti 1974. Ringlinjen linje 2, som började byggas 3 mars 1978, invigdes 31 oktober 1980, och var den längsta ringtunnelbanelinjen före 5 maj 2013 då linje 10 i Peking blev färdigbyggd som världens längsta ringlinje.

## Metrolinjer

### Linje 1
Linje 1 har totalt 97 stationer och en total banlängd av 200,6 km, varav dock endast 7,8 km och 10 stationer (mellan Seouls universitet och Seouls järnvägsstation) är tunnelbana medan övrig sträcka är järnväg/pendeltågbana.

### Linje 2
Linje 2 är en ringlinje med två avstickare, med totalt 51 stationer och en banlängd av 60,2 km. Inre linjen går medurs och yttre linjen moturs.

### Linje 3
Linje 3 började att byggas 1980 och öppnades 12 juli 1985 mellan Gupabal och Yangjie, förlängdes oktober 1993 från Yangjie till Suseo, i mars 1996 från Gupabal till Daehwa och den 18 februari 2010 från Suseo till Ogeum, och har sedan öppnandet av station Wonheung den 27 december 2014 totalt 44 stationer och en banlängd av 57,4 km. En utbyggnad från Ogeum till Hanam City Hall planeras.

### Linje 4
Linje 4 öppnades 12 juli 1985, tillsammans med linje 3, och har totalt 51 stationer och en banlängd av 72,1 km.

### Linje 5
Linje 5 öppnades 15 november 1995 och består av en gren i väst med Banghwa som ändstation och två grenar i öst med Hanam Geomdansan och Macheon som ändstationer, och har totalt 57 stationer och en total banlängd av 63 km.

### Linje 6
Linje 6 öppnades 7 augusti 2000 och har 39 stationer och en banlängd av 36,4 km.

### Linje 7
Linje 7 öppnades 11 oktober 1996 mellan Jangam och Konkuk-universitetet, och förlängdes till Sinpung den 1 augusti 2000 och därigenom även Sinpung–Onsu, som redan öppnades 29 februari 2000, från Onsu till Bupyeong-gu Office (med anslutning till linje I1) den 27 oktober 2012 och till Seongnam (med anslutning till linje I2) den 22 maj 2021, men ytterligare en förlängning Seongnam–Cheongna International City planeras. Linje 7 har för närvarande 53 stationer och en banlängd av 60,1 km, och är den enda tunnelbanelinjen, utom AREX, med anslutning till Incheons tunnelbanas två linjer.

### Linje 8
Linje 8 byggdes 1990–1999 och öppnades 23 november 1996, och har 18 stationer och en banlängd av 17,7 km.

### Linje 9
Linje 9 öppnades 24 juli 2009, och har 38 stationer och en banlängd av 40,6 km.

### AREX
AREX (kortform av Airport Railroad Express) är en snabbtågbana för flygtåg mellan Seouls järnvägsstation och Incheons internationella flygplats via Gimpo Airport. Linjen öppnades 23 mars 2007 och har sedan september 2018 14 stationer och en banlängd av 63,8 km.

### Shinbundang-linjen
Shinbundang-linjen är en tunnelbanelinje med förarlösa tåg invigd 28 oktober 2011, med 16 stationer och en total banlängd av 33,4 km, och är den näst längsta tunnelbanelinjen med förarlöst tåg, efter linje 4 i Busans tunnelbana.

### Linje I1
Linje I1 var Incheons första tunnelbanelinje och öppnades 6 oktober 1999, och har 30 stationer och en banlängd av 30,3 km.

### Linje I2
Incheons andra tunnelbanelinje, linje I2, öppnades 30 juli 2016 och har 27 stationer och en banlängd av 29,1 km. Linjen trafikeras med förarlösa minitåg, liknande Köpenhamns metrotåg.

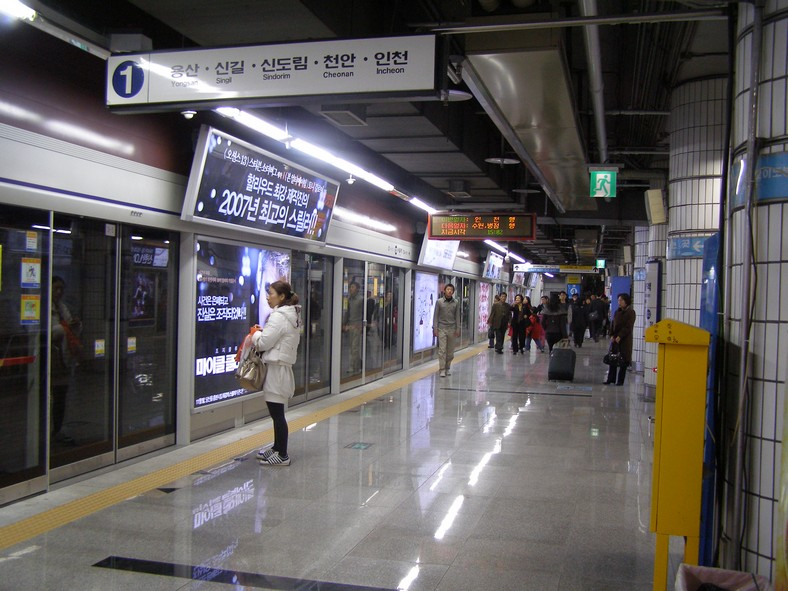
Seoul Station, linje 1
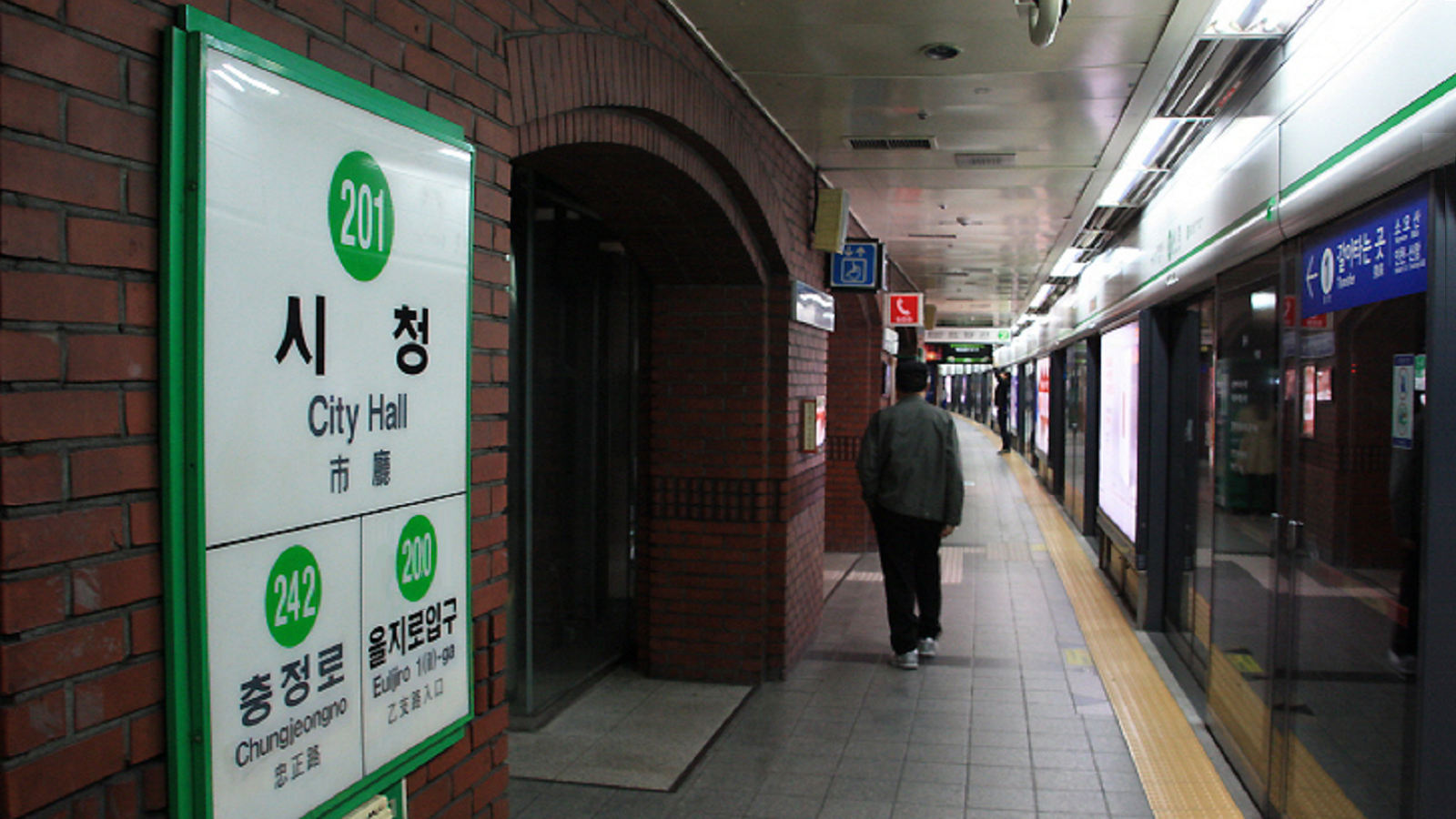
City Hall, linje 2
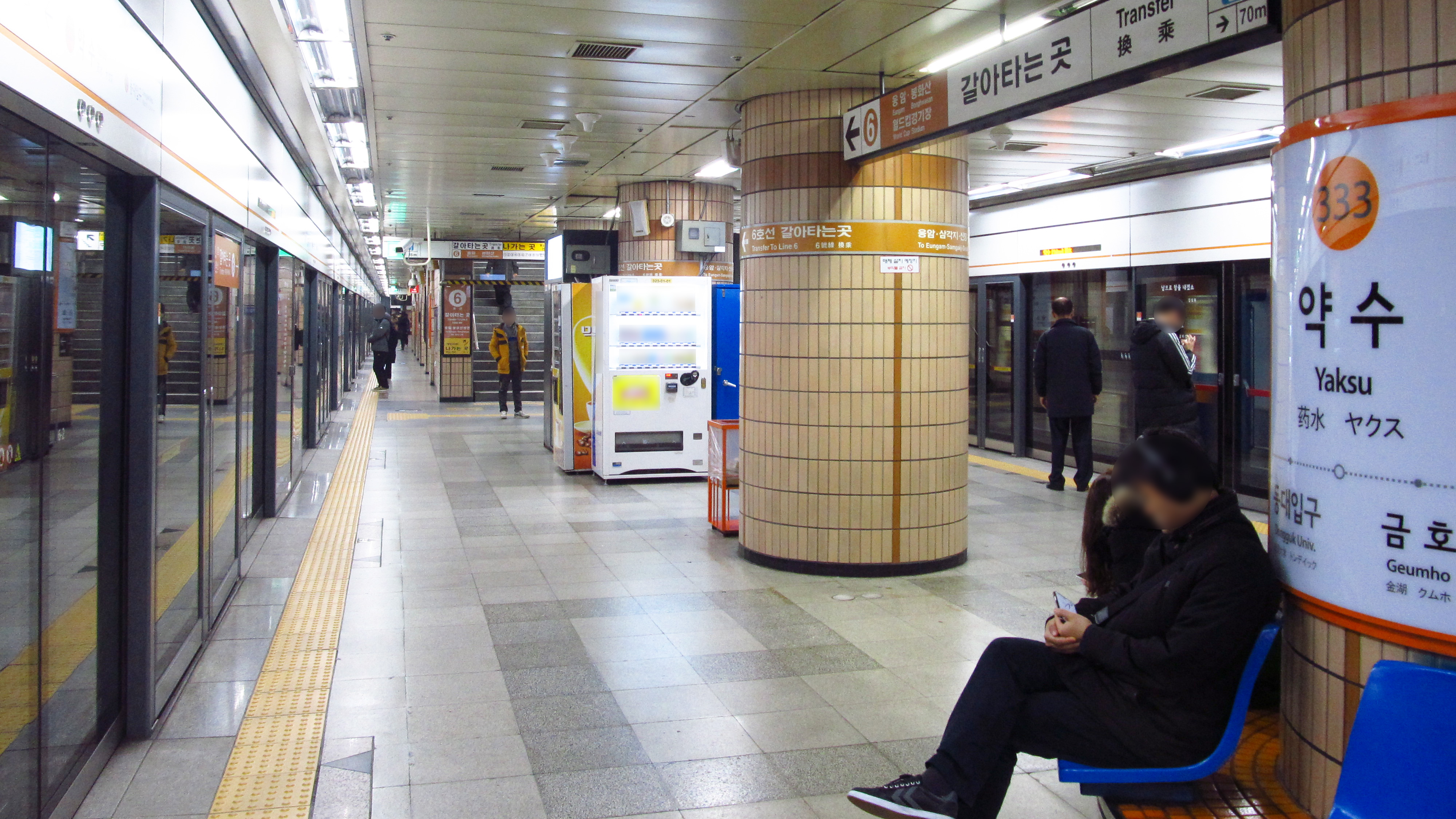
Yaksu, linje 3
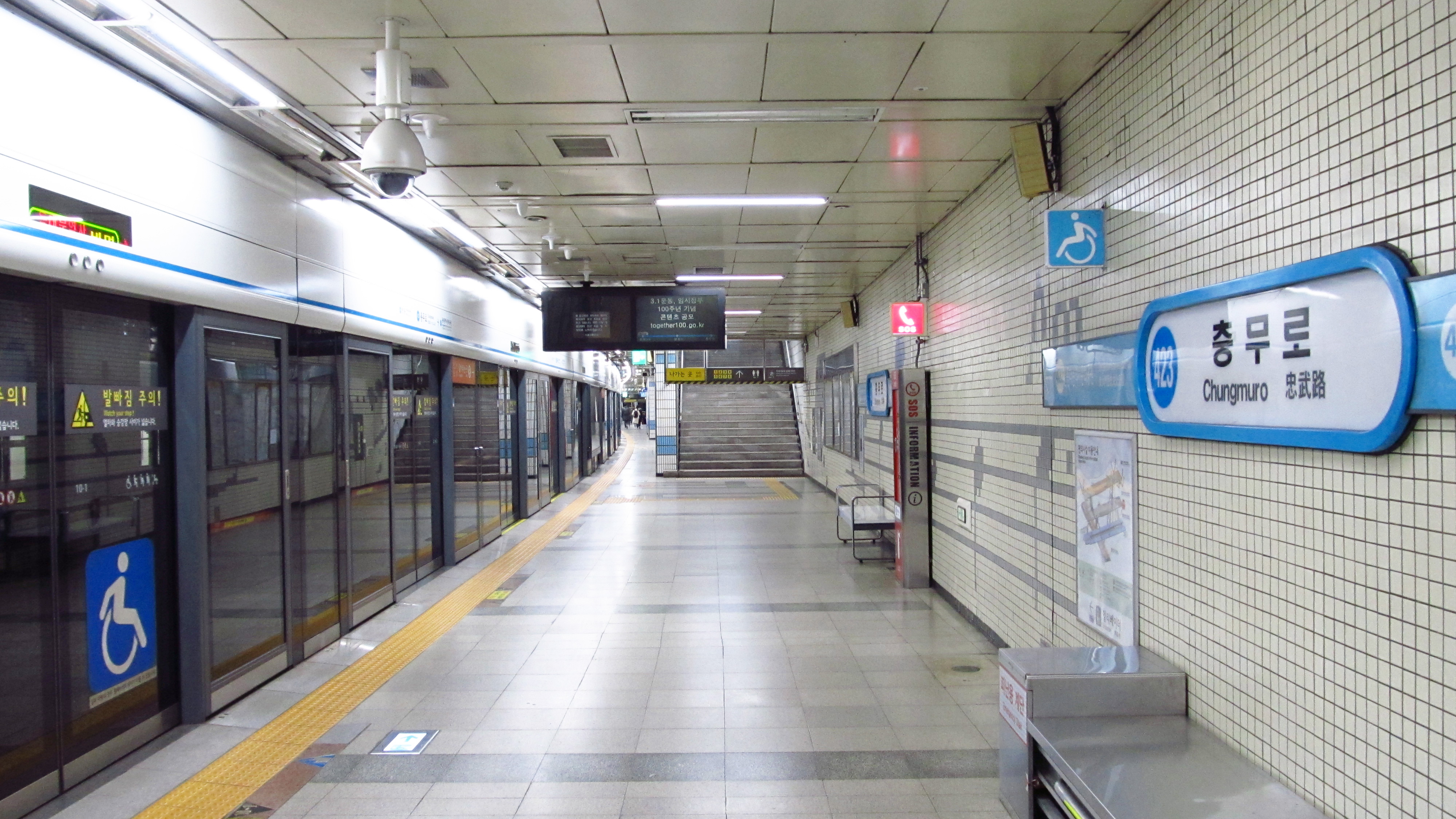
Chungmuro, linje 4
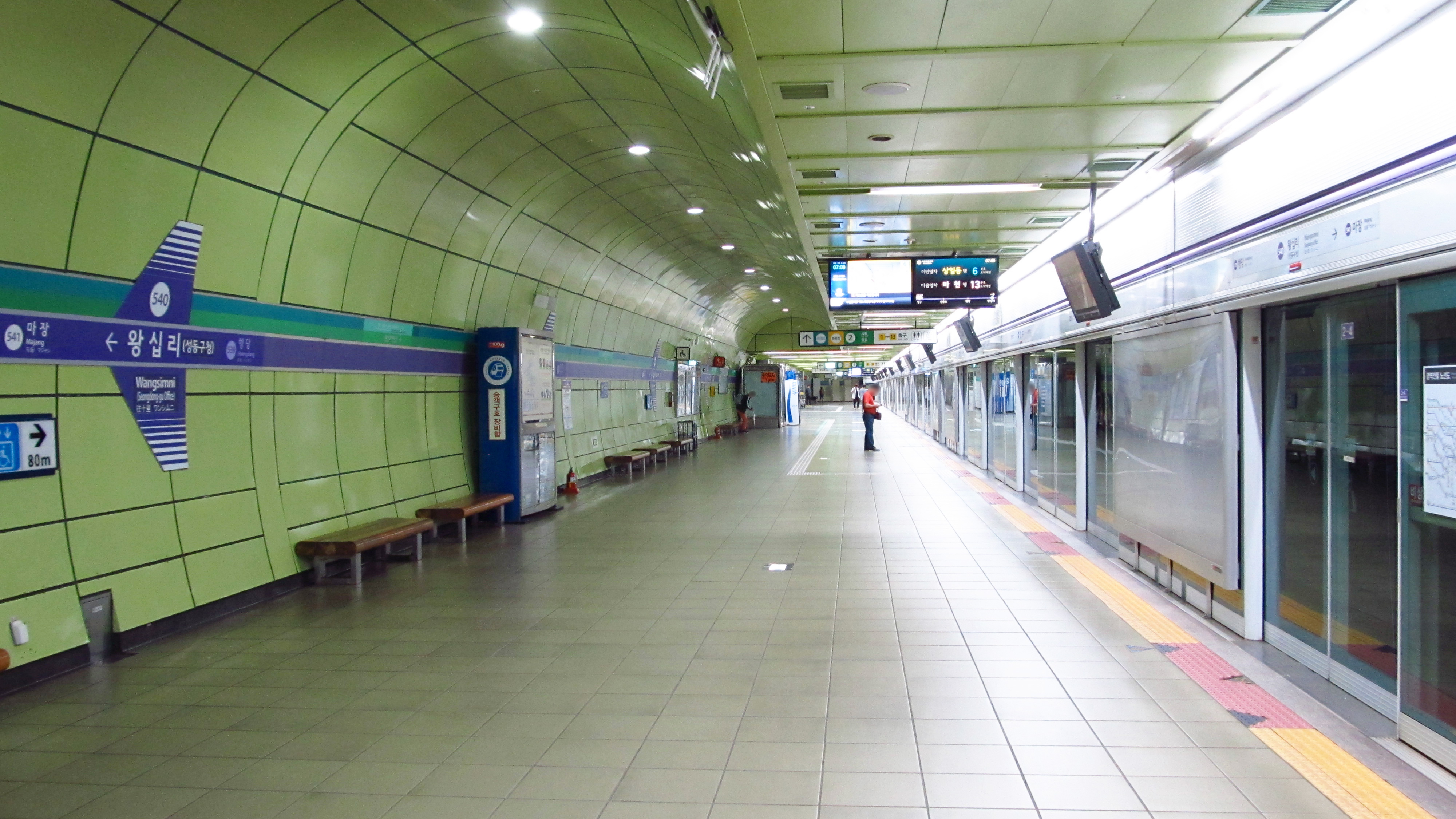
Wangsimni, linje 5

## Pendeltågslinjer

### Suin–Bundang-linjen
Suin-Bundang-linjen är en pendeltågbana som löper söder om Seoul, mellan Seouls universitet och Incheons järnvägsstation och trafikerar främst storstäderna Seongnam, Yongin, Suwon och Incheon. Bundang-linjen invigdes 1 september 1994 på sträckan Suseo–Ori, förlängdes till Seolleung, som invigdes 29 augusti 2003, och den 21 december 2005 ytterligare med 2,5 km till stationen Bojeong. 2012 förlängdes linjen norrut till stationen Wangsimni och söderut till Mangpo. Regionala Suin-linjen i Incheon öppnades 30 juni 2012, och byggdes ihop med Bundang-linjen till nuvarande Suin–Bundang-linjen den 12 september 2020, med 63 stationer och en banlängd av 104,5 km.

### Gyeongui–Jungang-linjen
Gyeongui–Jungang-linjen öppnades 16 december 2005 mellan Yongsan och Deokso. Linjen har för tillfället 57 stationer och en total banlängd av 134 km.

### Gyeongchun-linjen
Gyeongchun-linjen öppnades 21 december 2010 och har 21 stationer och en banlängd av 81,3 km.

## Minilinjer

### EverLine
EverLine, som öppnades 26 april 2013 med 15 stationer i staden Yongin, är en högbana med automatiska minivagnar som länkar ihop övriga kollektivtrafiknätet till Sydkoreas mest besökta nöjesfält Everland. Linjen ägs av Yongin Rapid Transit Corporation.

### U Line
Mindre högbanan U Line, förkortning av Uijeongbu, staden som linjen enbart trafikerar, öppnades 29 juni 2012 med 16 stationer.

## Tunnelbanekarta

Karta av Seouls och Incheons tunnelbanor med linjerna Bundang och Jungang